# Grosseto
Grosseto  je glavni grad istoimene talijanske pokrajine Grosseto u regiji Toskana od 78 630 stanovnika.

## Geografske karakteristike
Grosseto se prostire po obalnoj ravnici Maremma 10 km od Ligurskog mora i uz obale rijeke Ombrone. Udaljen je oko 66 km jugoistočno od Siene i oko 140 km jugoistočno od regionalnog centra Firenze.

## Povijest
Grosseto se prvi put spominje 803., kao posjed grofova Aldobrandeschi, koji su njime vladali do 12. stoljeća. Od 1244. Grossetom je vladalaSiena, koja je zadržala dinastiju Aldobrandeschi kao svoje podvladare sve do 1559. kad je podpala pod vlast Cosima de' Medicija prvog vojvode Velikog Vojvodstva Toskane.
Medici podižu snažnu utvrdu tijekom 16. stoljeća, opasanu šesterokutim bedemom i označenu medičejskim grbom. Maremma je bila močvarni teren, poznat po malariji sve do 18. stoljeća.
Grosseto je zadržao svoj srednjovjekovni izgled sve do 1930. kad se pristupilo melioraciji Maremme pa se i novi dio grada počeo graditi po ravnici.

## Znamenitosti
Najveća znamenitost Grosseta je romanička katedrala San Lorenzo, prvi put temeljito restaurirana 1294. i još nekoliko puta u kasnijim razdobljima. Grosseto ima poznati arheološki muzej s brojnim artefaktima etruščanske i rimske umjetnosti. 
Oko 8 km sjeveroistočno od centra grada, pored termalnih izvora - Bagno Roselle, nalazi se arheološki lokalitet Rusellae, s ostatcima iz etruščanske, rimske i ranokršćanske ere, kad je Rusellae bio biskupsko središte.

## Gospodarstvo
Grosseto je važan centar trgovine i poljoprivrede na željezničkoj pruzi Rim - Pisa.

## Gradovi prijatelji
| - Malta, Birkirkara - Kazahstan, Šimkent - , Cottbus | - Bugarska, Dimitrovgrad - , Kashiwara - , Montreuil | - , Narbonne - , Saintes-Maries-de-la-Mer |

## Vanjske poveznice
- (tal.) Službene stranice grada
- (engl.) Grosseto na portalu Encyclopædia Britannica